# Храм Петра и Павла (Прохоровка)
Храм Святы́х Апо́столов Петра́ и Па́вла — православный храм-памятник в посёлке Прохоровка Белгородской области. Построен в память воинах, погибших в сражении под Прохоровкой 12 июля 1943 года. Относится к Губкинской епархии Русской Православной Церкви.

## Общие сведения
Храм Святых Апостолов Петра и Павла сооружён на народные пожертвования к 50-летию Победы в Великой Отечественной войне в память о погибших в танковом сражении под Прохоровкой 12 июля 1943 года. Период строительства — с марта 1994 года по апрель 1995 года. Открыт и освящён 3 Мая 1995 года Патриархом Алексием II. Является памятником регионального значения, объектом Культурного наследия народов Российской Федерации и входит в музей-заповедник «Прохоровское поле».
Храм Святых Апостолов Петра и Павла состоит в комплексе со Свято-Николаевским храмом, домом для ветеранов Великой Отечественной войны и труда, домом причта, «Колоколом соединения трёх братских славянских народов», закладным камнем, памятной стеной и туристическим центром.
Выполнен из камня. Архитектор — Д. С. Соколов, инженер — Е. Н. Попов, конструктор — С. А. Белов. Храм увенчан тремя главами и объединён с колокольней в единое целое. Особенностью данного храма является то, что на мраморных плитах его стен высечены имена 7 тысяч воинов, павших в Прохоровском сражении.

## Изображения храмового комплекса

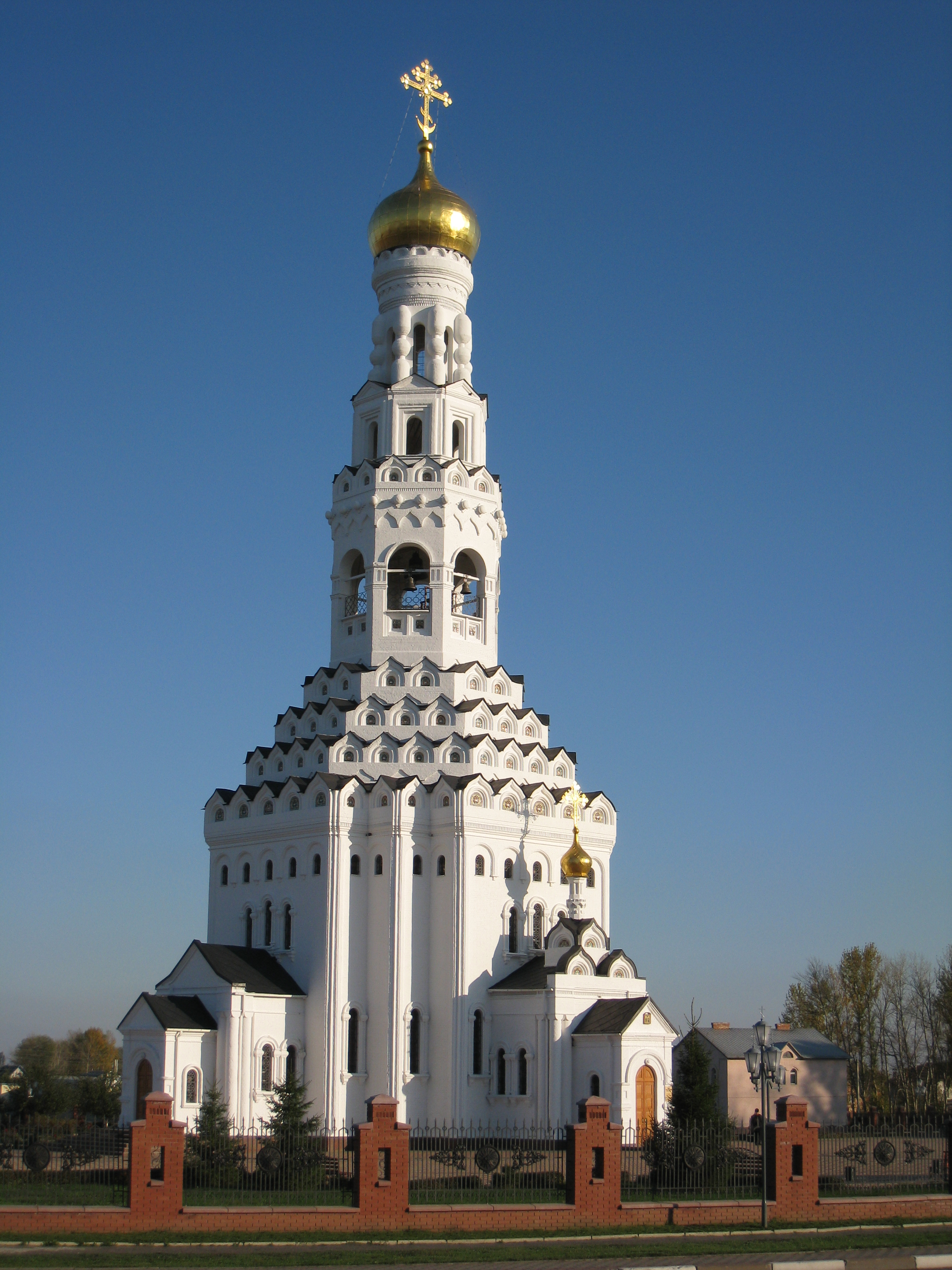
Храм Святых Апостолов Петра и Павла
Свято-Николаевский Храм
Памятная стена с перечнем фронтов, армий, дивизий и командующих, одержавших победу в Курской битве
Внутренний вид храма Апостолов Петра и Павла
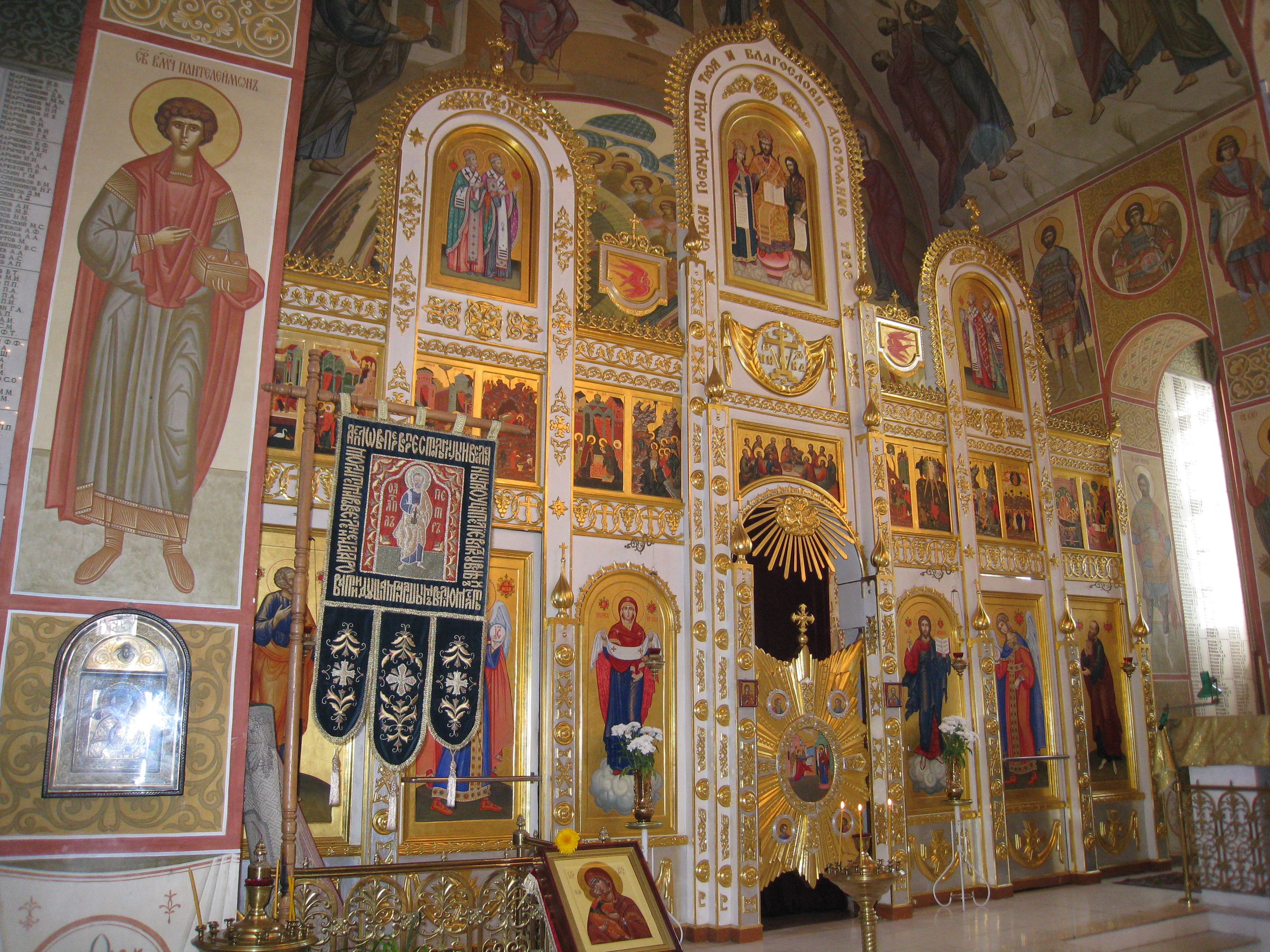
Иконостас храма Апостолов Петра и Павла
Камень, освящённый архиепископом Ювеналием для закладки храма Св. Апостолов Петра и Павла
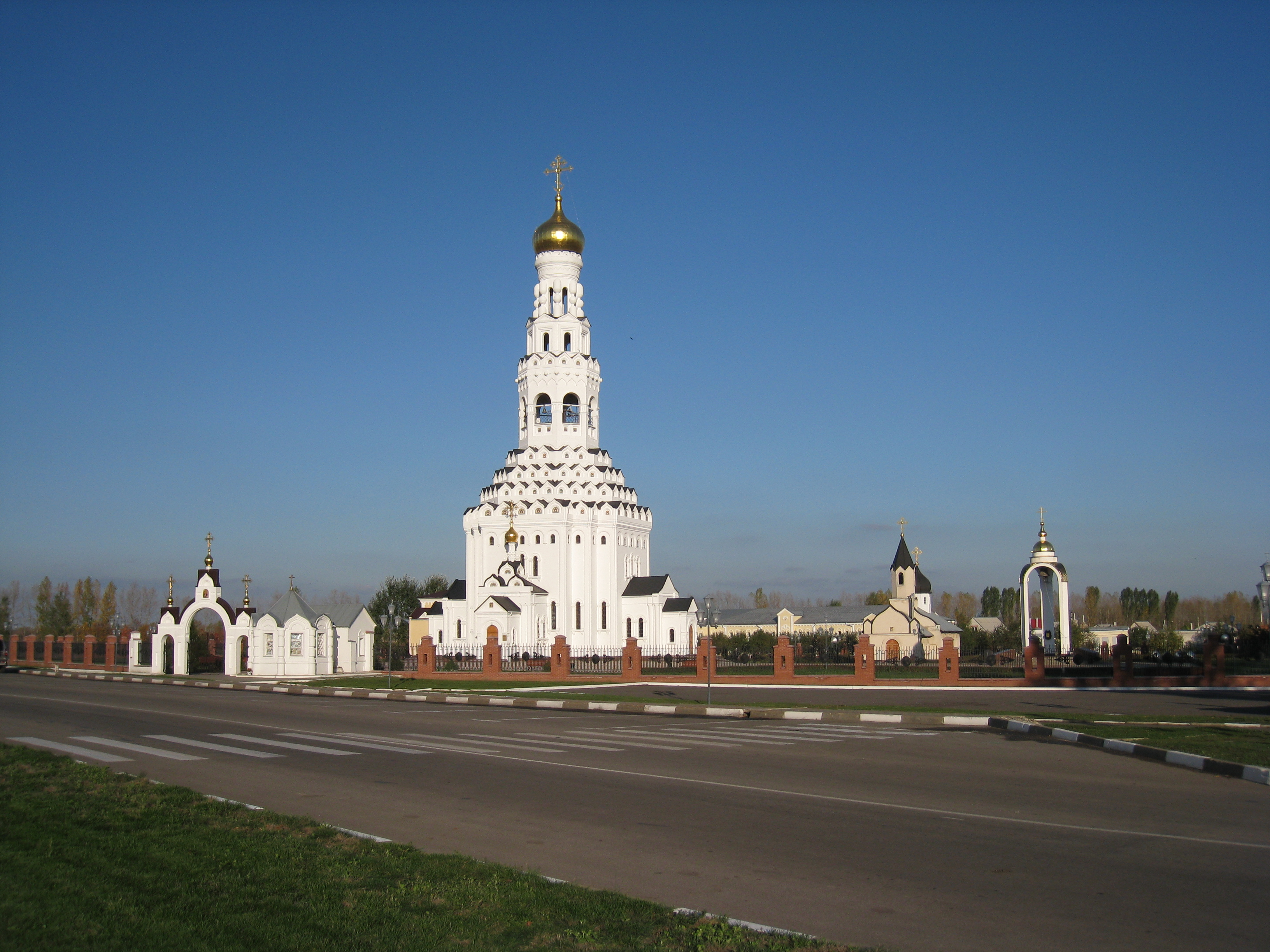
Храмовый комплекс "Прохоровское поле"
Свод храма Святых Апостолов Петра и Павла
Участок внутренней стены храма Святых Апостолов Петра и Павла с высеченными на мраморных плитах именами погибших в Курской битве
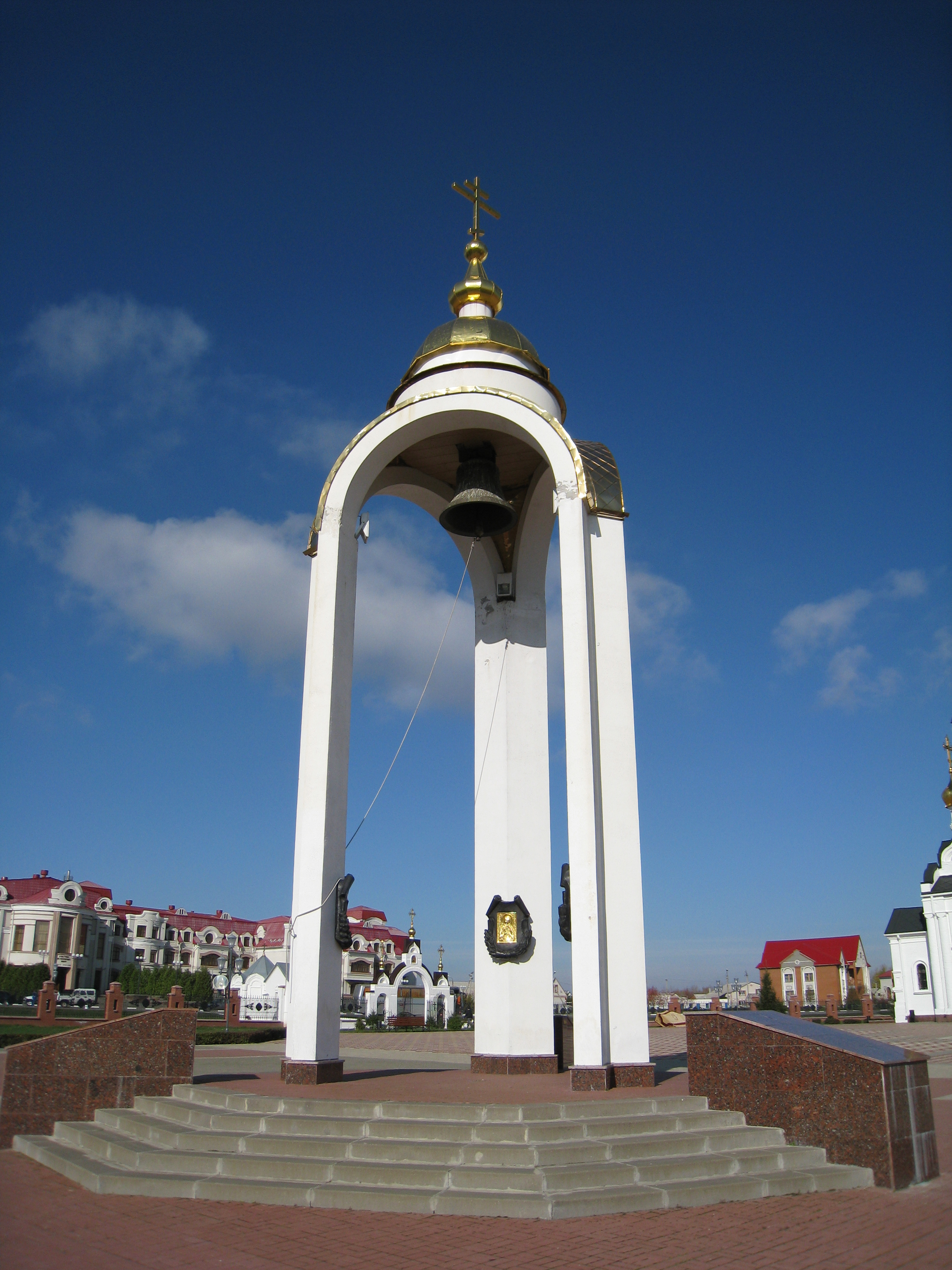
Колокол единения трёх славянских народов